# Kanstanzin Barytscheuski
Kanstanzin Iharawitsch Barytscheuski (belarussisch Канстанцін Ігаравіч Барычэўскі; international englisch Kanstantsin Barycheuski; * 29. Mai 1990) ist ein belarussischer Weitspringer.
Barytscheuski ist siebenmaliger belarussischer Meister im Weitsprung, davon fünfmal im Freien (2013–2017) und zweimal in der Halle (2015, 2017).
2015 nahm Barytscheuski an den Leichtathletik-Weltmeisterschaften im chinesischen Peking teil, schied jedoch bei einer Weite von 7,89 m auf dem 17. Platz der Gesamtwertung der Qualifikation aus.
Ein Jahr später ging Barytscheuski zunächst bei den Leichtathletik-Europameisterschaften in Amsterdam an den Start, bei denen er mit 7,75 m den achten Platz belegte. Gut einen Monat später scheiterte Barytscheuski in der Qualifikation der Olympischen Sommerspiele in Rio de Janeiro, als ihm 7,67 m nur für den 23. Platz der Gesamtwertung reichten.